# 2012–2013-as UEFA-bajnokok ligája (csoportkör)
A 2012–2013-as UEFA-bajnokok ligája csoportkörének mérkőzéseit 2012. szeptember 18. és december 5. között játszották le.
Az 1–3-ig rangsorolt nemzeti labdarúgó-bajnokságok dobogós csapatai, a 4–6-ig rangsorolt nemzeti labdarúgó-bajnokságok bajnok és ezüstérmes csapatai, valamint a 7–12-ig rangsorolt nemzeti labdarúgó-bajnokságok bajnokcsapatai a csoportkörben csatlakoztak a bajnokcsapatok rájátszásának, illetve a bajnoki helyezés alapján részt vevő csapatok rájátszásának öt-öt továbbjutójához. Az angol Chelsea a címvédő jogán indult, mert a bajnokságban nem ért el bajnokok ligája indulást jelentő helyezést.
A csoportkörben nyolc, egyaránt négycsapatos csoportot képeztek. A csoportokban a csapatok körmérkőzéses, oda-visszavágós rendszerben mérkőztek meg egymással. A csoportok első két helyen záró csapat az egyenes kieséses szakaszba jutott, a harmadik helyezettek a 2012–2013-as Európa-liga egyenes kieséses szakaszában folytatják, míg az utolsó helyezettek kiestek.

## Fordulók és időpontok
| Forduló        | Sorsolás dátuma              | Játéknapok              |                         |
| -------------- | ---------------------------- | ----------------------- | ----------------------- |
| 1. mérkőzésnap | 2012. augusztus 30. (Monaco) | 2012. szeptember 18–19. | 2012. szeptember 18–19. |
| 2. mérkőzésnap | 2012. augusztus 30. (Monaco) | 2012. október 2–3.      | 2012. október 2–3.      |
| 3. mérkőzésnap | 2012. augusztus 30. (Monaco) | 2012. október 23–24.    | 2012. október 23–24.    |
| 4. mérkőzésnap | 2012. augusztus 30. (Monaco) | 2012. november 6–7.     | 2012. november 6–7.     |
| 5. mérkőzésnap | 2012. augusztus 30. (Monaco) | 2012. november 20–21.   | 2012. november 20–21.   |
| 6. mérkőzésnap | 2012. augusztus 30. (Monaco) | 2012. december 4–5.     | 2012. december 4–5.     |

## Sorsolás
A sorsolást 2012. augusztus 30-án tartották Monacóban. A sorsolás előtt a csapatokat négy darab nyolccsapatos kalapba sorolták az úgynevezett UEFA-együtthatójuk sorrendjében. A címvédő Chelsea automatikusan az 1. kalapba került. Minden kalapból minden csoportba egy-egy csapatot sorsoltak. Egy csoportba nem kerülhetett két azonos nemzetiségű csapat.
| Csapat            | Együttható | Kalap |
| ----------------- | ---------- | ----- |
| Chelsea (CV)      | 135,882    | 1     |
| FC Barcelona      | 157,837    | 1     |
| Manchester United | 141,882    | 1     |
| Bayern München    | 133,037    | 1     |
| Real Madrid       | 121,837    | 1     |
| Arsenal           | 113,882    | 1     |
| FC Porto          | 98,069     | 1     |
| AC Milan          | 89,996     | 1     |
| Valencia CF       | 89,837     | 2     |
| Benfica           | 87,069     | 2     |
| Sahtar Doneck     | 84,026     | 2     |
| Zenyit            | 79,066     | 2     |
| Schalke 04        | 78,037     | 2     |
| Manchester City   | 63,882     | 2     |
| SC Braga (NB)     | 63,069     | 2     |
| Dinamo Kijiv (NB) | 62,026     | 2     |

| Csapat                | Együttható | Kalap |
| --------------------- | ---------- | ----- |
| Olimbiakósz           | 61,420     | 3     |
| Ajax                  | 58,103     | 3     |
| Anderlecht (B)        | 48,480     | 3     |
| Juventus              | 46,996     | 3     |
| Szpartak Moszkva (NB) | 46,066     | 3     |
| Paris Saint-Germain   | 45,835     | 3     |
| Lille OSC (NB)        | 38,835     | 3     |
| Galatasaray SK        | 38,615     | 3     |
| Celtic (B)            | 32,728     | 4     |
| Borussia Dortmund     | 31,037     | 4     |
| BATE Bariszav (B)     | 29,641     | 4     |
| Dinamo Zagreb (B)     | 24,774     | 4     |
| CFR Cluj (B)          | 18,764     | 4     |
| Málaga CF (NB)        | 16,837     | 4     |
| Montpellier Hérault   | 11,835     | 4     |
| Nordsjælland          | 8,005      | 4     |

## Csoportok

### Játéknapok
| 1. forduló | 1. forduló | 2. forduló | 2. forduló | 3. forduló | 3. forduló | 4. forduló | 4. forduló | 5. forduló | 5. forduló | 6. forduló | 6. forduló |
| ---------- | ---------- | ---------- | ---------- | ---------- | ---------- | ---------- | ---------- | ---------- | ---------- | ---------- | ---------- |
| 09.18.     | 09.19.     | 10.02.     | 10.03.     | 10.23.     | 10.24.     | 11.06.     | 11.07.     | 11.20.     | 11.21.     | 12.04.     | 12.05.     |
| A–D        | E–H        | E–H        | A–D        | E–H        | A–D        | A–D        | E–H        | E–H        | A–D        | A–D        | E–H        |

### Sorrend meghatározása
Az UEFA versenyszabályzata alapján, ha két vagy több csapat a csoportmérkőzések után azonos pontszámmal állt, az alábbiak alapján kellett meghatározni a sorrendet:
1. az azonosan álló csapatok mérkőzésein szerzett több pont
2. az azonosan álló csapatok mérkőzésein elért jobb gólkülönbség
3. az azonosan álló csapatok mérkőzésein idegenben szerzett több gól
4. az összes mérkőzésen elért jobb gólkülönbség
5. az összes mérkőzésen szerzett több gól
6. az azonosan álló csapatok és nemzeti szövetségük jobb UEFA-együtthatója az előző öt évben

Az időpontok közép-európai idő/közép-európai nyári idő szerint értendők.

### A csoport
| Hely. | Csapat              | M | Gy | D | V | G+ | G– | Gk  | P  | Továbbjutás                                |  | PSG | POR | DK  | DZ  |
| ----- | ------------------- | - | -- | - | - | -- | -- | --- | -- | ------------------------------------------ |  | --- | --- | --- | --- |
| 1.    | Paris Saint-Germain | 6 | 5  | 0 | 1 | 14 | 3  | +11 | 15 | Továbbjutott az egyenes kieséses szakaszba |  | —   | 2–1 | 4–1 | 4–0 |
| 2.    | Porto               | 6 | 4  | 1 | 1 | 10 | 4  | +6  | 13 | Továbbjutott az egyenes kieséses szakaszba |  | 1–0 | —   | 3–2 | 3–0 |
| 3.    | Dinamo Kijiv        | 6 | 1  | 2 | 3 | 6  | 10 | −4  | 5  | Átkerült az Európa-ligába                  |  | 0–2 | 0–0 | —   | 2–0 |
| 4.    | Dinamo Zagreb       | 6 | 0  | 1 | 5 | 1  | 14 | −13 | 1  |                                            |  | 0–2 | 0–2 | 1–1 | —   |

| 2012. szeptember 18. 20:45 |

| Dinamo Zagreb | 0–2               | FC Porto               |
| ------------- | ----------------- | ---------------------- |
|               | (0–1) Jegyzőkönyv | Lucho 41' Defour 90+2' |

| Maksimir Stadion, Zágráb Játékvezető: Daniele Orsato (olasz) |

| 2012. szeptember 18. 20:45 |

| Paris Saint-Germain                                                | 4–1               | Dinamo Kijiv      |
| ------------------------------------------------------------------ | ----------------- | ----------------- |
| Ibrahimović 19' (11-esből) Thiago Silva 29' Alex 32' Pastore 90+1' | (3–0) Jegyzőkönyv | Miguel Veloso 87' |

| Parc des Princes, Párizs Játékvezető: Björn Kuipers (holland) |

| 2012. október 3. 20:45 |

| Dinamo Kijiv                   | 2–0               | Dinamo Zagreb |
| ------------------------------ | ----------------- | ------------- |
| Huszjev 3' Pivarić 33' (öngól) | (2–0) Jegyzőkönyv |               |

| Dinamo Stadion, Kijev Játékvezető: Martin Atkinson (angol) |

| 2012. október 3. 20:45 |

| FC Porto      | 1–0               | Paris Saint-Germain |
| ------------- | ----------------- | ------------------- |
| Rodríguez 83' | (0–0) Jegyzőkönyv |                     |

| Estádio do Dragão, Porto Játékvezető: Howard Webb (angol) |

| 2012. október 24. 20:45 |

| FC Porto                    | 3–2               | Dinamo Kijiv         |
| --------------------------- | ----------------- | -------------------- |
| Varela 15' Martínez 36' 78' | (2–1) Jegyzőkönyv | Husyev 21' Ideye 72' |

| Estádio do Dragão, Porto Játékvezető: Pavel Královec (cseh) |

| 2012. október 24. 20:45 |

| Dinamo Zagreb | 0–2               | Paris Saint-Germain       |
| ------------- | ----------------- | ------------------------- |
|               | (0–2) Jegyzőkönyv | Ibrahimović 33' Ménez 43' |

| Maksimir Stadion, Zágráb Játékvezető: Fırat Aydınus (török) |

| 2012. november 6. 20:45 |

| Dinamo Kijiv | 0–0         | FC Porto |
| ------------ | ----------- | -------- |
|              | Jegyzőkönyv |          |

| Dinamo Stadion, Kijev Játékvezető: Alberto Undiano Mallenco (spanyol) |

| 2012. november 6. 20:45 |

| Paris Saint-Germain                       | 4–0               | Dinamo Zagreb |
| ----------------------------------------- | ----------------- | ------------- |
| Alex 16' Matuidi 61' Ménez 65' Hoarau 80' | (1–0) Jegyzőkönyv |               |

| Parc des Princes, Párizs Játékvezető: Paweł Gil (lengyel) |

| 2012. november 21. 20:45 |

| FC Porto                          | 3–0               | Dinamo Zagreb |
| --------------------------------- | ----------------- | ------------- |
| Lucho 20' Moutinho 67' Varela 85' | (1–0) Jegyzőkönyv |               |

| Estádio do Dragão, Porto Játékvezető: Paolo Tagliavento (olasz) |

| 2012. november 21. 20:45 |

| Dinamo Kijiv | 0–2               | Paris Saint-Germain |
| ------------ | ----------------- | ------------------- |
|              | (0–1) Jegyzőkönyv | Lavezzi 45' 52'     |

| Dinamo Stadion, Kijev Játékvezető: Wolfgang Stark (német) |

| 2012. december 4. 20:45 |

| Dinamo Zagreb               | 1–1               | Dinamo Kijiv     |
| --------------------------- | ----------------- | ---------------- |
| Krstanović 90+5' (11-esből) | (0–1) Jegyzőkönyv | Yarmolenko 45+1' |

| Maksimir Stadion, Zágráb Játékvezető: Stanislav Todorov (bolgár) |

| 2012. december 4. 20:45 |

| Paris Saint-Germain          | 2–1               | FC Porto             |
| ---------------------------- | ----------------- | -------------------- |
| Thiago Silva 29' Lavezzi 61' | (1–1) Jegyzőkönyv | Jackson Martínez 33' |

| Parc des Princes, Párizs Játékvezető: Craig Thomson (skót) |

### B csoport
| Hely. | Csapat              | M | Gy | D | V | G+ | G– | Gk | P  | Továbbjutás                                |  | SCH | ARS | OLY | MH  |
| ----- | ------------------- | - | -- | - | - | -- | -- | -- | -- | ------------------------------------------ |  | --- | --- | --- | --- |
| 1.    | Schalke 04          | 6 | 3  | 3 | 0 | 10 | 6  | +4 | 12 | Továbbjutott az egyenes kieséses szakaszba |  | —   | 2–2 | 1–0 | 2–2 |
| 2.    | Arsenal             | 6 | 3  | 1 | 2 | 10 | 8  | +2 | 10 | Továbbjutott az egyenes kieséses szakaszba |  | 0–2 | —   | 3–1 | 2–0 |
| 3.    | Olimbiakósz         | 6 | 3  | 0 | 3 | 9  | 9  | 0  | 9  | Átkerült az Európa-ligába                  |  | 1–2 | 2–1 | —   | 3–1 |
| 4.    | Montpellier Hérault | 6 | 0  | 2 | 4 | 6  | 12 | −6 | 2  |                                            |  | 1–1 | 1–2 | 1–2 | —   |

| 2012. szeptember 18. 20:45 |

| Montpellier Hérault    | 1–2               | Arsenal                   |
| ---------------------- | ----------------- | ------------------------- |
| Belhanda 9' (11-esből) | (1–2) Jegyzőkönyv | Podolski 16' Gervinho 18' |

| Stade de la Mosson, Montpellier Játékvezető: Carlos Velasco Carballo (spanyol) |

| 2012. szeptember 18. 20:45 |

| Olimbiakósz | 1–2               | Schalke 04                |
| ----------- | ----------------- | ------------------------- |
| Abdoun 58'  | (0–1) Jegyzőkönyv | Höwedes 41' Huntelaar 59' |

| Karaiszkákisz Stadion, Pireusz Játékvezető: David Fernández Borbalán (spanyol) |

| 2012. október 3. 20:45 |

| Schalke 04                           | 2–2               | Montpellier Hérault     |
| ------------------------------------ | ----------------- | ----------------------- |
| Draxler 26' Huntelaar 53' (11-esből) | (1–1) Jegyzőkönyv | Aït-Fana 13' Camara 90' |

| Veltins-Arena, Gelsenkirchen Játékvezető: Szergej Karaszjov (orosz) |

| 2012. október 3. 20:45 |

| Arsenal                                | 3–1               | Olimbiakósz    |
| -------------------------------------- | ----------------- | -------------- |
| Gervinho 42' Podolski 56' Ramsey 90+3' | (1–1) Jegyzőkönyv | Mítroglu 45+1' |

| Emirates Stadion, London Játékvezető: Svein Oddvar Moen (norvég) |

| 2012. október 24. 20:45 |

| Arsenal | 0–2               | Schalke 04                |
| ------- | ----------------- | ------------------------- |
|         | (0–0) Jegyzőkönyv | Huntelaar 76' Afellay 86' |

| Emirates Stadion, London Játékvezető: Jonas Eriksson (svéd) |

| 2012. október 24. 20:45 |

| Montpellier Hérault | 1–2               | Olimbiakósz                    |
| ------------------- | ----------------- | ------------------------------ |
| Charbonnier 49'     | (0–0) Jegyzőkönyv | Toroszídisz 73' Mítroglu 90+1' |

| Stade de la Mosson, Montpellier Játékvezető: Daniele Orsato (olasz) |

| 2012. november 6. 20:45 |

| Schalke 04                 | 2–2               | Arsenal                |
| -------------------------- | ----------------- | ---------------------- |
| Huntelaar 45+2' Farfán 67' | (1–2) Jegyzőkönyv | Walcott 18' Giroud 26' |

| Veltins-Arena, Gelsenkirchen Játékvezető: Nicola Rizzoli (olasz) |

| 2012. november 6. 20:45 |

| Olimbiakósz                       | 3–1               | Montpellier Hérault     |
| --------------------------------- | ----------------- | ----------------------- |
| Machado 4' Greco 80' Mítroglu 82' | (1–0) Jegyzőkönyv | Belhanda 66' (11-esből) |

| Karaiszkákisz Stadion, Pireusz Játékvezető: Marijo Strahonja (horvát) |

| 2012. november 21. 20:45 |

| Arsenal                   | 2–0               | Montpellier Hérault |
| ------------------------- | ----------------- | ------------------- |
| Wilshere 49' Podolski 63' | (0–0) Jegyzőkönyv |                     |

| Emirates Stadion, London Játékvezető: Fırat Aydınus (török) |

| 2012. november 21. 20:45 |

| Schalke 04 | 1–0               | Olimbiakósz |
| ---------- | ----------------- | ----------- |
| Fuchs 77'  | (0–0) Jegyzőkönyv |             |

| Veltins-Arena, Gelsenkirchen Játékvezető: Björn Kuipers (holland) |

| 2012. december 4. 20:45 |

| Montpellier Hérault | 1–1               | Schalke 04  |
| ------------------- | ----------------- | ----------- |
| Herrera 59'         | (0–0) Jegyzőkönyv | Höwedes 56' |

| Stade de la Mosson, Montpellier Játékvezető: Antonio Mateu Lahoz (spanyol) |

| 2012. december 4. 20:45 |

| Olimbiakósz                | 2–1               | Arsenal     |
| -------------------------- | ----------------- | ----------- |
| Maniátisz 64' Mítroglu 73' | (0–1) Jegyzőkönyv | Rosický 38' |

| Karaiszkákisz Stadion, Pireusz Játékvezető: Alberto Undiano Mallenco (spanyol) |

### C csoport
| Hely. | Csapat     | M | Gy | D | V | G+ | G– | Gk | P  | Továbbjutás                                |  | MAL | ACM | ZEN | AND |
| ----- | ---------- | - | -- | - | - | -- | -- | -- | -- | ------------------------------------------ |  | --- | --- | --- | --- |
| 1.    | Málaga CF  | 6 | 3  | 3 | 0 | 12 | 5  | +7 | 12 | Továbbjutott az egyenes kieséses szakaszba |  | —   | 1–0 | 3–0 | 2–2 |
| 2.    | AC Milan   | 6 | 2  | 2 | 2 | 7  | 6  | +1 | 8  | Továbbjutott az egyenes kieséses szakaszba |  | 1–1 | —   | 0–1 | 0–0 |
| 3.    | Zenyit     | 6 | 2  | 1 | 3 | 6  | 9  | −3 | 7  | Átkerült az Európa-ligába                  |  | 2–2 | 2–3 | —   | 1–0 |
| 4.    | Anderlecht | 6 | 1  | 2 | 3 | 4  | 9  | −5 | 5  |                                            |  | 0–3 | 1–3 | 1–0 | —   |

| 2012. szeptember 18. 20:45 |

| Málaga CF               | 3–0               | Zenyit |
| ----------------------- | ----------------- | ------ |
| Isco 3' 76' Saviola 13' | (2–0) Jegyzőkönyv |        |

| La Rosaleda, Málaga Játékvezető: Mark Clattenburg (angol) |

| 2012. szeptember 18. 20:45 |

| AC Milan | 0–0         | Anderlecht |
| -------- | ----------- | ---------- |
|          | Jegyzőkönyv |            |

| Giuseppe Meazza Stadion, Milánó Játékvezető: William Collum (skót) |

| 2012. október 3. 18:00 |

| Zenyit                 | 2–3               | AC Milan                                           |
| ---------------------- | ----------------- | -------------------------------------------------- |
| Hulk 45+2' Sirokov 49' | (1–2) Jegyzőkönyv | Emanuelson 13' El Shaarawy 16' Hubočan 75' (öngól) |

| Petrovszkij Stadion, Szentpétervár Játékvezető: Felix Brych (német) |

| 2012. október 3. 20:45 |

| Anderlecht | 0–3               | Málaga CF                               |
| ---------- | ----------------- | --------------------------------------- |
|            | (0–1) Jegyzőkönyv | Eliseu 45+1' 64' Joaquín 57' (11-esből) |

| Constant Vanden Stock Stadion, Brüsszel Játékvezető: Kassai Viktor (magyar) |

| 2012. október 24. 18:00 |

| Zenyit                   | 1–0               | Anderlecht |
| ------------------------ | ----------------- | ---------- |
| Kerzhakov 72' (11-esből) | (0–0) Jegyzőkönyv |            |

| Petrovszkij Stadion, Szentpétervár Játékvezető: Ivan Bebek (horvát) |

| 2012. október 24. 20:45 |

| Málaga CF   | 1–0               | AC Milan |
| ----------- | ----------------- | -------- |
| Joaquín 64' | (0–0) Jegyzőkönyv |          |

| La Rosaleda, Málaga Játékvezető: Pedro Proença (portugál) |

| 2012. november 6. 20:45 |

| Anderlecht  | 1–0               | Zenyit |
| ----------- | ----------------- | ------ |
| Mbokani 17' | (1–0) Jegyzőkönyv |        |

| Constant Vanden Stock Stadion, Brüsszel Játékvezető: Antony Gautier (francia) |

| 2012. november 6. 20:45 |

| AC Milan | 1–1               | Málaga CF  |
| -------- | ----------------- | ---------- |
| Pato 73' | (0–1) Jegyzőkönyv | Eliseu 40' |

| Giuseppe Meazza Stadion, Milánó Játékvezető: Howard Webb (angol) |

| 2012. november 21. 18:00 |

| Zenyit                 | 2–2               | Málaga CF                  |
| ---------------------- | ----------------- | -------------------------- |
| Alves 49' Fayzulin 87' | (0–2) Jegyzőkönyv | Buonanotte 8' Fernández 9' |

| Petrovszkij Stadion, Szentpétervár Játékvezető: Olegário Benquerença (portugál) |

| 2012. november 21. 20:45 |

| Anderlecht    | 1–3               | AC Milan                             |
| ------------- | ----------------- | ------------------------------------ |
| De Sutter 78' | (0–0) Jegyzőkönyv | El Shaarawy 47' Mexès 71' Pato 90+1' |

| Constant Vanden Stock Stadion, Brüsszel Játékvezető: Damir Skomina (szlovén) |

| 2012. december 4. 20:45 |

| Málaga CF    | 2–2               | Anderlecht                |
| ------------ | ----------------- | ------------------------- |
| Duda 45' 61' | (1–0) Jegyzőkönyv | Jovanović 50' Mbokani 89' |

| La Rosaleda, Málaga Játékvezető: Deniz Aytekin (német) |

| 2012. december 4. 20:45 |

| AC Milan | 0–1               | Zenyit    |
| -------- | ----------------- | --------- |
|          | (0–1) Jegyzőkönyv | Danny 35' |

| Giuseppe Meazza Stadion, Milánó Játékvezető: Tony Chapron (francia) |

### D csoport
| Hely. | Csapat            | M | Gy | D | V | G+ | G– | Gk | P  | Továbbjutás                                |  | BVB | RM  | AJX | MC  |
| ----- | ----------------- | - | -- | - | - | -- | -- | -- | -- | ------------------------------------------ |  | --- | --- | --- | --- |
| 1.    | Borussia Dortmund | 6 | 4  | 2 | 0 | 11 | 5  | +6 | 14 | Továbbjutott az egyenes kieséses szakaszba |  | —   | 2–1 | 1–0 | 1–0 |
| 2.    | Real Madrid       | 6 | 3  | 2 | 1 | 15 | 9  | +6 | 11 | Továbbjutott az egyenes kieséses szakaszba |  | 2–2 | —   | 4–1 | 3–2 |
| 3.    | Ajax              | 6 | 1  | 1 | 4 | 8  | 16 | −8 | 4  | Átkerült az Európa-ligába                  |  | 1–4 | 1–4 | —   | 3–1 |
| 4.    | Manchester City   | 6 | 0  | 3 | 3 | 7  | 11 | −4 | 3  |                                            |  | 1–1 | 1–1 | 2–2 | —   |

| 2012. szeptember 18. 20:45 |

| Borussia Dortmund | 1–0               | Ajax |
| ----------------- | ----------------- | ---- |
| Lewandowski 87'   | (0–0) Jegyzőkönyv |      |

| Signal Iduna Park, Dortmund Játékvezető: Paolo Tagliavento (olasz) |

| 2012. szeptember 18. 20:45 |

| Real Madrid                         | 3–2               | Manchester City       |
| ----------------------------------- | ----------------- | --------------------- |
| Marcelo 76' Benzema 87' Ronaldo 90' | (0–0) Jegyzőkönyv | Džeko 68' Kolarov 85' |

| Santiago Bernabéu, Madrid Játékvezető: Damir Skomina (szlovén) |

| 2012. október 3. 20:45 |

| Manchester City          | 1–1               | Borussia Dortmund |
| ------------------------ | ----------------- | ----------------- |
| Balotelli 90' (11-esből) | (0–0) Jegyzőkönyv | Reus 61'          |

| City of Manchester Stadion, Manchester Játékvezető: Pavel Královec (cseh) |

| 2012. október 3. 20:45 |

| Ajax          | 1–4               | Real Madrid                     |
| ------------- | ----------------- | ------------------------------- |
| Moisander 56' | (0–1) Jegyzőkönyv | Ronaldo 42' 79' 81' Benzema 48' |

| Amsterdam ArenA, Amszterdam Játékvezető: Jonas Eriksson (svéd) |

| 2012. október 24. 20:45 |

| Ajax                                  | 3–1               | Manchester City |
| ------------------------------------- | ----------------- | --------------- |
| De Jong 45' Moisander 57' Eriksen 68' | (1–1) Jegyzőkönyv | Nasri 22'       |

| Amsterdam ArenA, Amszterdam Játékvezető: Svein Oddvar Moen (norvég) |

| 2012. október 24. 20:45 |

| Borussia Dortmund             | 2–1               | Real Madrid |
| ----------------------------- | ----------------- | ----------- |
| Lewandowski 36' Schmelzer 64' | (1–1) Jegyzőkönyv | Ronaldo 38' |

| Signal Iduna Park, Dortmund Játékvezető: Kassai Viktor (magyar) |

| 2012. november 6. 20:45 |

| Manchester City         | 2–2               | Ajax            |
| ----------------------- | ----------------- | --------------- |
| Y. Touré 22' Agüero 74' | (1–2) Jegyzőkönyv | De Jong 10' 17' |

| City of Manchester Stadion, Manchester Játékvezető: Peter Rasmussen (dán) |

| 2012. november 6. 20:45 |

| Real Madrid       | 2–2               | Borussia Dortmund            |
| ----------------- | ----------------- | ---------------------------- |
| Pepe 34' Özil 89' | (1–2) Jegyzőkönyv | Reus 28' Arbeloa 45' (öngól) |

| Santiago Bernabéu, Madrid Játékvezető: Cüneyt Çakır (török) |

| 2012. november 21. 20:45 |

| Ajax       | 1–4               | Borussia Dortmund                     |
| ---------- | ----------------- | ------------------------------------- |
| Hoesen 87' | (0–3) Jegyzőkönyv | Reus 8' Götze 36' Lewandowski 41' 67' |

| Amsterdam ArenA, Amszterdam Játékvezető: Pedro Proença (portugál) |

| 2012. november 21. 20:45 |

| Manchester City       | 1–1               | Real Madrid |
| --------------------- | ----------------- | ----------- |
| Agüero 73' (11-esből) | (0–1) Jegyzőkönyv | Benzema 10' |

| City of Manchester Stadion, Manchester Játékvezető: Gianluca Rocchi (olasz) |

| 2012. december 4. 20:45 |

| Borussia Dortmund | 1–0               | Manchester City |
| ----------------- | ----------------- | --------------- |
| Schieber 57'      | (0–0) Jegyzőkönyv |                 |

| Signal Iduna Park, Dortmund Játékvezető: Milorad Mažić (szerb) |

| 2012. december 4. 20:45 |

| Real Madrid                           | 4–1               | Ajax           |
| ------------------------------------- | ----------------- | -------------- |
| Ronaldo 13' Callejón 28' 88' Kaká 49' | (2–0) Jegyzőkönyv | Boerrigter 59' |

| Santiago Bernabéu, Madrid Játékvezető: Pavel Královec (cseh) |

### E csoport
| Hely. | Csapat        | M | Gy | D | V | G+ | G– | Gk  | P  | Továbbjutás                                |  | JUV | SHK | CHL | FCN |
| ----- | ------------- | - | -- | - | - | -- | -- | --- | -- | ------------------------------------------ |  | --- | --- | --- | --- |
| 1.    | Juventus      | 6 | 3  | 3 | 0 | 12 | 4  | +8  | 12 | Továbbjutott az egyenes kieséses szakaszba |  | —   | 1–1 | 3–0 | 4–0 |
| 2.    | Sahtar Doneck | 6 | 3  | 1 | 2 | 12 | 8  | +4  | 10 | Továbbjutott az egyenes kieséses szakaszba |  | 0–1 | —   | 2–1 | 2–0 |
| 3.    | Chelsea       | 6 | 3  | 1 | 2 | 16 | 10 | +6  | 10 | Átkerült az Európa-ligába                  |  | 2–2 | 3–2 | —   | 6–1 |
| 4.    | Nordsjælland  | 6 | 0  | 1 | 5 | 4  | 22 | −18 | 1  |                                            |  | 1–1 | 2–5 | 0–4 | —   |

| 2012. szeptember 19. 20:45 |

| Sahtar Doneck     | 2–0               | Nordsjælland |
| ----------------- | ----------------- | ------------ |
| Mhitarján 44' 76' | (1–0) Jegyzőkönyv |              |

| Donbasz Aréna, Doneck Játékvezető: Paweł Gil (lengyel) |

| 2012. szeptember 19. 20:45 |

| Chelsea       | 2–2               | Juventus                  |
| ------------- | ----------------- | ------------------------- |
| Oscar 31' 33' | (2–1) Jegyzőkönyv | Vidal 38' Qualiarella 80' |

| Stamford Bridge, London Játékvezető: Pedro Proença (portugál) |

| 2012. október 2. 20:45 |

| Juventus    | 1–1               | Sahtar Doneck |
| ----------- | ----------------- | ------------- |
| Bonucci 25' | (1–1) Jegyzőkönyv | Teixeira 23'  |

| Juventus Stadion, Torino Játékvezető: Bas Nijhuis (holland) |

| 2012. október 2. 20:45 |

| Nordsjælland | 0–4               | Chelsea                           |
| ------------ | ----------------- | --------------------------------- |
|              | (0–1) Jegyzőkönyv | Mata 33' 82' Luiz 80' Ramires 89' |

| Farum Park, Farum Játékvezető: Marijo Strahonja (horvát) |

| 2012. október 23. 20:45 |

| Nordsjælland | 1–1               | Juventus    |
| ------------ | ----------------- | ----------- |
| Beckmann 50' | (0–0) Jegyzőkönyv | Vučinić 81' |

| Farum Park, Farum Játékvezető: Deniz Aytekin (német) |

| 2012. október 23. 20:45 |

| Sahtar Doneck                    | 2–1               | Chelsea   |
| -------------------------------- | ----------------- | --------- |
| Alex Teixeira 3' Fernandinho 52' | (1–0) Jegyzőkönyv | Oscar 88' |

| Donbasz Aréna, Doneck Játékvezető: Damir Skomina (szlovén) |

| 2012. november 7. 20:45 |

| Juventus                                             | 4–0               | Nordsjælland |
| ---------------------------------------------------- | ----------------- | ------------ |
| Marchisio 6' Vidal 23' Giovinco 37' Quagliarella 75' | (3–0) Jegyzőkönyv |              |

| Juventus Stadion, Torino Játékvezető: Alekszandar Sztavrev (macedón) |

| 2012. november 7. 20:45 |

| Chelsea                         | 3–2               | Sahtar Doneck  |
| ------------------------------- | ----------------- | -------------- |
| Torres 6' Oscar 40' Moses 90+4' | (2–1) Jegyzőkönyv | Willian 9' 47' |

| Stamford Bridge, London Játékvezető: Carlos Velasco Carballo (spanyol) |

| 2012. november 20. 20:45 |

| Nordsjælland                 | 2–5               | Sahtar Doneck                            |
| ---------------------------- | ----------------- | ---------------------------------------- |
| Nordstrand 24' Lorentzen 29' | (2–2) Jegyzőkönyv | Luiz Adriano 26' 53' 81' Willian 44' 50' |

| Farum Park, Farum Játékvezető: Antony Gautier (francia) |

| 2012. november 20. 20:45 |

| Juventus                                  | 3–0               | Chelsea |
| ----------------------------------------- | ----------------- | ------- |
| Quagliarella 38' Vidal 61' Giovinco 90+1' | (1–0) Jegyzőkönyv |         |

| Juventus Stadion, Torino Játékvezető: Cüneyt Çakır (török) |

| 2012. december 5. 20:45 |

| Sahtar Doneck | 0–1               | Juventus           |
| ------------- | ----------------- | ------------------ |
|               | (0–0) Jegyzőkönyv | Kucser 56' (öngól) |

| Donbasz Aréna, Doneck Játékvezető: Jonas Eriksson (svéd) |

| 2012. december 5. 20:45 |

| Chelsea                                                                  | 6–1               | Nordsjælland |
| ------------------------------------------------------------------------ | ----------------- | ------------ |
| David Luiz 38' (11-esből) Torres 45+2' 56' Cahill 51' Mata 63' Oscar 71' | (2–0) Jegyzőkönyv | J. John 46'  |

| Stamford Bridge, London Játékvezető: Bas Nijhuis (holland) |

### F csoport
| Hely. | Csapat         | M | Gy | D | V | G+ | G– | Gk | P  | Továbbjutás                                |  | BAY | VAL | BTE | LIL |
| ----- | -------------- | - | -- | - | - | -- | -- | -- | -- | ------------------------------------------ |  | --- | --- | --- | --- |
| 1.    | Bayern München | 6 | 4  | 1 | 1 | 15 | 7  | +8 | 13 | Továbbjutott az egyenes kieséses szakaszba |  | —   | 2–1 | 4–1 | 6–1 |
| 2.    | Valencia CF    | 6 | 4  | 1 | 1 | 12 | 5  | +7 | 13 | Továbbjutott az egyenes kieséses szakaszba |  | 1–1 | —   | 4–2 | 2–0 |
| 3.    | BATE Bariszav  | 6 | 2  | 0 | 4 | 9  | 15 | −6 | 6  | Átkerült az Európa-ligába                  |  | 3–1 | 0–3 | —   | 0–2 |
| 4.    | Lille OSC      | 6 | 1  | 0 | 5 | 4  | 13 | −9 | 3  |                                            |  | 0–1 | 0–1 | 1–3 | —   |

| 2012. szeptember 19. 20:45 |

| Lille OSC   | 1–3               | BATE Bariszav                              |
| ----------- | ----------------- | ------------------------------------------ |
| Chedjou 60' | (0–3) Jegyzőkönyv | Valadzko 6' Radyyonaw 20' Alyakhnovich 43' |

| Stadium Lille-Metropole, Villeneuve-d’Ascq Játékvezető: Marcin Borski (lengyel) |

| 2012. szeptember 19. 20:45 |

| Bayern München               | 2–1               | Valencia CF         |
| ---------------------------- | ----------------- | ------------------- |
| Schweinsteiger 38' Kroos 76' | (1–0) Jegyzőkönyv | Nelson Valdez 90+1' |

| Allianz Arena, München Játékvezető: Fırat Aydınus (török) |

| 2012. október 2. 20:45 |

| Valencia CF   | 2–0               | Lille OSC |
| ------------- | ----------------- | --------- |
| Jonas 38' 75' | (1–0) Jegyzőkönyv |           |

| Estadio Mestalla, Valencia Játékvezető: Gianluca Rocchi (olasz) |

| 2012. október 2. 20:45 |

| BATE Bariszav                         | 3–1               | Bayern München |
| ------------------------------------- | ----------------- | -------------- |
| Pawlaw 23' Rodionov 78' Bressan 90+5' | (1–0) Jegyzőkönyv | Ribéry 90+1'   |

| Haradszki Stadion, Bariszav Játékvezető: Alekszandar Sztavrev (macedón) |

| 2012. október 23. 20:45 |

| BATE Bariszav | 0–3               | Valencia CF                      |
| ------------- | ----------------- | -------------------------------- |
|               | (0–1) Jegyzőkönyv | Soldado 45+1' (11-esből) 55' 69' |

| Haradszki Stadion, Bariszav Játékvezető: Craig Thomson (skót) |

| 2012. október 23. 20:45 |

| Lille OSC | 0–1               | Bayern München        |
| --------- | ----------------- | --------------------- |
|           | (0–1) Jegyzőkönyv | Müller 20' (11-esből) |

| Stadium Lille-Metropole, Villeneuve-d’Ascq Játékvezető: Martin Atkinson (angol) |

| 2012. november 7. 20:45 |

| Valencia CF                                       | 4–2               | BATE Bariszav                    |
| ------------------------------------------------- | ----------------- | -------------------------------- |
| Jonas 26' Soldado 29' (11-esből) Feghouli 51' 86' | (2–0) Jegyzőkönyv | Renan Bressan 53' Mazalewski 83' |

| Estadio Mestalla, Valencia Játékvezető: Tom Harald Hagen (norvég) |

| 2012. november 7. 20:45 |

| Bayern München                                             | 6–1               | Lille OSC |
| ---------------------------------------------------------- | ----------------- | --------- |
| Schweinsteiger 5' Pizarro 18' 28' 33' Robben 23' Kroos 66' | (5–0) Jegyzőkönyv | Kalou 57' |

| Allianz Arena, München Játékvezető: Ovidiu Hațegan (román) |

| 2012. november 20. 20:45 |

| BATE Bariszav | 0–2               | Lille OSC            |
| ------------- | ----------------- | -------------------- |
|               | (0–2) Jegyzőkönyv | Sidibé 14' Bruno 31' |

| Haradszki Stadion, Bariszav Játékvezető: Marijo Strahonja (horvát) |

| 2012. november 20. 20:45 |

| Valencia CF  | 1–1               | Bayern München |
| ------------ | ----------------- | -------------- |
| Feghouli 77' | (0–0) Jegyzőkönyv | Müller 82'     |

| Estadio Mestalla, Valencia Játékvezető: Howard Webb (angol) |

| 2012. december 5. 20:45 |

| Lille OSC | 0–1               | Valencia CF          |
| --------- | ----------------- | -------------------- |
|           | (0–1) Jegyzőkönyv | Jonas 35' (11-esből) |

| Stadium Lille-Metropole, Villeneuve-d’Ascq Játékvezető: Alekszandar Sztavrev (macedón) |

| 2012. december 5. 20:45 |

| Bayern München                             | 4–1               | BATE Bariszav |
| ------------------------------------------ | ----------------- | ------------- |
| Gómez 22' Müller 54' Shaqiri 66' Alaba 84' | (1–0) Jegyzőkönyv | Filipenko 89' |

| Allianz Arena, München Játékvezető: William Collum (skót) |

### G csoport
| Hely. | Csapat           | M | Gy | D | V | G+ | G– | Gk | P  | Továbbjutás                                |  | BAR | CEL | SLB | SPM |
| ----- | ---------------- | - | -- | - | - | -- | -- | -- | -- | ------------------------------------------ |  | --- | --- | --- | --- |
| 1.    | FC Barcelona     | 6 | 4  | 1 | 1 | 11 | 5  | +6 | 13 | Továbbjutott az egyenes kieséses szakaszba |  | —   | 2–1 | 0–0 | 3–2 |
| 2.    | Celtic           | 6 | 3  | 1 | 2 | 9  | 8  | +1 | 10 | Továbbjutott az egyenes kieséses szakaszba |  | 2–1 | —   | 0–0 | 2–1 |
| 3.    | Benfica          | 6 | 2  | 2 | 2 | 5  | 5  | 0  | 8  | Átkerült az Európa-ligába                  |  | 0–2 | 2–1 | —   | 2–0 |
| 4.    | Szpartak Moszkva | 6 | 1  | 0 | 5 | 7  | 14 | −7 | 3  |                                            |  | 0–3 | 2–3 | 2–1 | —   |

| 2012. szeptember 19. 20:45 |

| FC Barcelona            | 3–2               | Szpartak Moszkva             |
| ----------------------- | ----------------- | ---------------------------- |
| Tello 14' Messi 71' 80' | (1–1) Jegyzőkönyv | Alves 29' (öngól) Rômulo 59' |

| Camp Nou, Barcelona Játékvezető: Milorad Mažić (szerb) |

| 2012. szeptember 19. 20:45 |

| Celtic | 0–0         | Benfica |
| ------ | ----------- | ------- |
|        | Jegyzőkönyv |         |

| Celtic Park, Glasgow Játékvezető: Nicola Rizzoli (olasz) |

| 2012. október 2. 18:00 |

| Szpartak Moszkva | 2–3               | Celtic                                           |
| ---------------- | ----------------- | ------------------------------------------------ |
| Emenike 41' 48'  | (1–1) Jegyzőkönyv | Hooper 12' D. Kombarov 71' (öngól) Szamarász 90' |

| Luzsnyiki Stadion, Moszkva Játékvezető: Tony Chapron (francia) |

| 2012. október 2. 20:45 |

| Benfica | 0–2               | FC Barcelona            |
| ------- | ----------------- | ----------------------- |
|         | (0–1) Jegyzőkönyv | Sánchez 6' Fàbregas 56' |

| Estádio da Luz, Lisszabon Játékvezető: Cüneyt Çakır (török) |

| 2012. október 23. 18:00 |

| Szpartak Moszkva                     | 2–1               | Benfica  |
| ------------------------------------ | ----------------- | -------- |
| Rafael Carioca 3' Jardel 43' (öngól) | (2–1) Jegyzőkönyv | Lima 33' |

| Luzsnyiki Stadion, Moszkva Játékvezető: Mark Clattenburg (angol) |

| 2012. október 23. 20:45 |

| FC Barcelona                 | 2–1               | Celtic        |
| ---------------------------- | ----------------- | ------------- |
| Iniesta 45' Jordi Alba 90+3' | (1–1) Jegyzőkönyv | Szamarász 18' |

| Camp Nou, Barcelona Játékvezető: Gianluca Rocchi (olasz) |

| 2012. november 7. 20:45 |

| Benfica         | 2–0               | Szpartak Moszkva |
| --------------- | ----------------- | ---------------- |
| Cardozo 55' 69' | (0–0) Jegyzőkönyv |                  |

| Estádio da Luz, Lisszabon Játékvezető: Florian Meyer (német) |

| 2012. november 7. 20:45 |

| Celtic               | 2–1               | FC Barcelona |
| -------------------- | ----------------- | ------------ |
| Wanyama 21' Watt 83' | (1–0) Jegyzőkönyv | Messi 90+1'  |

| Celtic Park, Glasgow Játékvezető: Björn Kuipers (holland) |

| 2012. november 20. 18:00 |

| Szpartak Moszkva | 0–3               | FC Barcelona            |
| ---------------- | ----------------- | ----------------------- |
|                  | (0–3) Jegyzőkönyv | Alves 16' Messi 26' 39' |

| Luzsnyiki Stadion, Moszkva Játékvezető: Ivan Bebek (horvát) |

| 2012. november 20. 20:45 |

| Benfica           | 2–1               | Celtic        |
| ----------------- | ----------------- | ------------- |
| John 7' Garay 71' | (1–1) Jegyzőkönyv | Szamarász 32' |

| Estádio da Luz, Lisszabon Játékvezető: Kassai Viktor (magyar) |

| 2012. december 5. 20:45 |

| FC Barcelona | 0–0         | Benfica |
| ------------ | ----------- | ------- |
|              | Jegyzőkönyv |         |

| Camp Nou, Barcelona Játékvezető: Svein Oddvar Moen (norvég) |

| 2012. december 5. 20:45 |

| Celtic                            | 2–1               | Szpartak Moszkva |
| --------------------------------- | ----------------- | ---------------- |
| Hooper 21' Commons 82' (11-esből) | (1–1) Jegyzőkönyv | Ari 39'          |

| Celtic Park, Glasgow Játékvezető: Felix Brych (német) |

### H csoport
| Hely. | Csapat            | M | Gy | D | V | G+ | G– | Gk | P  | Továbbjutás                                |  | MU  | GAL | CFR | SCB |
| ----- | ----------------- | - | -- | - | - | -- | -- | -- | -- | ------------------------------------------ |  | --- | --- | --- | --- |
| 1.    | Manchester United | 6 | 4  | 0 | 2 | 9  | 6  | +3 | 12 | Továbbjutott az egyenes kieséses szakaszba |  | —   | 1–0 | 0–1 | 3–2 |
| 2.    | Galatasaray       | 6 | 3  | 1 | 2 | 7  | 6  | +1 | 10 | Továbbjutott az egyenes kieséses szakaszba |  | 1–0 | —   | 1–1 | 0–2 |
| 3.    | CFR Cluj          | 6 | 3  | 1 | 2 | 9  | 7  | +2 | 10 | Átkerült az Európa-ligába                  |  | 1–2 | 1–3 | —   | 3–1 |
| 4.    | SC Braga          | 6 | 1  | 0 | 5 | 7  | 13 | −6 | 3  |                                            |  | 1–3 | 1–2 | 0–2 | —   |

| 2012. szeptember 19. 20:45 |

| Manchester United | 1–0               | Galatasaray |
| ----------------- | ----------------- | ----------- |
| Carrick 7'        | (1–0) Jegyzőkönyv |             |

| Old Trafford, Manchester Játékvezető: Wolfgang Stark (német) |

| 2012. szeptember 19. 20:45 |

| SC Braga | 0–2               | CFR Cluj       |
| -------- | ----------------- | -------------- |
|          | (0–2) Jegyzőkönyv | Bastos 19' 34' |

| Braga városi stadion, Braga Játékvezető: Peter Rasmussen (dán) |

| 2012. október 2. 20:45 |

| CFR Cluj       | 1–2               | Manchester United  |
| -------------- | ----------------- | ------------------ |
| Kapetánosz 14' | (1–1) Jegyzőkönyv | van Persie 29' 49' |

| Dr. Constantin Rădulescu Stadion, Kolozsvár Játékvezető: Alberto Undiano Mallenco (spanyol) |

| 2012. október 2. 20:45 |

| Galatasaray | 0–2               | SC Braga              |
| ----------- | ----------------- | --------------------- |
|             | (0–1) Jegyzőkönyv | Micael 27' Alan 90+4' |

| Türk Telekom Arena, Isztambul Játékvezető: Tom Harald Hagen (norvég) |

| 2012. október 23. 20:45 |

| Galatasaray      | 1–1               | CFR Cluj            |
| ---------------- | ----------------- | ------------------- |
| Burak Yılmaz 77' | (0–1) Jegyzőkönyv | Nounkeu 19' (öngól) |

| Türk Telekom Arena, Isztambul Játékvezető: Paolo Tagliavento (olasz) |

| 2012. október 23. 20:45 |

| Manchester United           | 3–2               | SC Braga    |
| --------------------------- | ----------------- | ----------- |
| Hernández 25' 75' Evans 62' | (1–2) Jegyzőkönyv | Alan 2' 20' |

| Old Trafford, Manchester Játékvezető: Milorad Mažić (szerb) |

| 2012. november 7. 20:45 |

| CFR Cluj   | 1–3               | Galatasaray              |
| ---------- | ----------------- | ------------------------ |
| Sougou 53' | (0–1) Jegyzőkönyv | Burak Yılmaz 18' 61' 74' |

| Dr. Constantin Rădulescu Stadion, Kolozsvár Játékvezető: William Collum (skót) |

| 2012. november 7. 20:45 |

| SC Braga            | 1–3               | Manchester United                                    |
| ------------------- | ----------------- | ---------------------------------------------------- |
| Alan 49' (11-esből) | (0–0) Jegyzőkönyv | Van Persie 80' Rooney 84' (11-esből) Hernández 90+2' |

| Braga városi stadion, Braga Játékvezető: Felix Brych (német) |

| 2012. november 20. 20:45 |

| Galatasaray      | 1–0               | Manchester United |
| ---------------- | ----------------- | ----------------- |
| Burak Yılmaz 54' | (0–0) Jegyzőkönyv |                   |

| Türk Telekom Arena, Isztambul Játékvezető: Carlos Velasco Carballo (spanyol) |

| 2012. november 20. 20:45 |

| CFR Cluj             | 3–1               | SC Braga |
| -------------------- | ----------------- | -------- |
| Rui Pedro 7' 15' 33' | (3–1) Jegyzőkönyv | Alan 17' |

| Dr. Constantin Rădulescu Stadion, Kolozsvár Játékvezető: Szergej Karaszjov (orosz) |

| 2012. december 5. 20:45 |

| Manchester United | 0–1               | CFR Cluj         |
| ----------------- | ----------------- | ---------------- |
|                   | (0–0) Jegyzőkönyv | Luís Alberto 56' |

| Old Trafford, Manchester Játékvezető: Daniele Orsato (olasz) |

| 2012. december 5. 20:45 |

| SC Braga    | 1–2               | Galatasaray               |
| ----------- | ----------------- | ------------------------- |
| Mossoró 32' | (1–0) Jegyzőkönyv | B.Yılmaz 58' A.Yılmaz 78' |

| Braga városi stadion, Braga Játékvezető: Nicola Rizzoli (olasz) |